# 민주당-무소속 연합

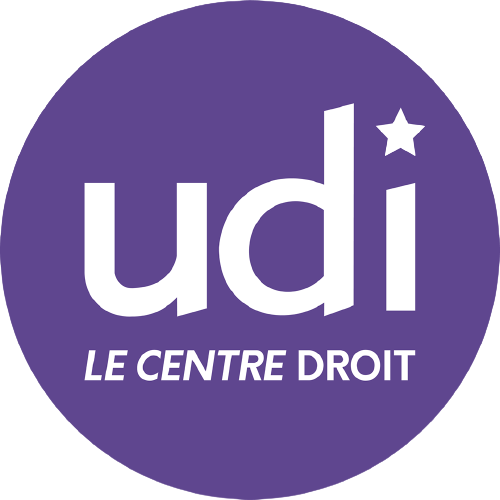

민주당-무소속 연합(民主黨-無所屬 聯合, 프랑스어: Union des démocrates et indépendants)은 2012년 9월 18일에 설립된 프랑스의 자유주의, 중도주의 정당 연합이다.
그 정당은 독립성을 유지하는 9개의 분리된 정치적 정당들로 이루어져 있다.